# بورين (نابلس)
بورين قرية فلسطينية من قرى الضفة الغربية في محافظة نابلس، تقع إلى الشمال من القدس. بلغ عدد سكانها حوالي 2,844 نسمة (لا يشمل المغتربين) حسب التعداد العام للسكان والمساكن والمنشآت عام 2017. وهي من القرى المحتلة في حرب عام 1967.

## التسمية
يعود اسم القرية لوجودها في منطقة أرض «بور» أي أنها غير مزروعة. وهي البور الشرقي والبور الغربي من مدينة نابلس، خلف جبل جرزيم.[بحاجة لمصدر]

## التاريخ الحديث والمعاصر
خلال القرنين الثاني عشر والثالث عشر من فترة الصليبيين، كان يسكن القرية المسلمين. بحسب ضياء الدين المقدسي، ولد مؤسس عائلة بنو غوانمة في القرية عام 1166.

### الدولة العثمانية

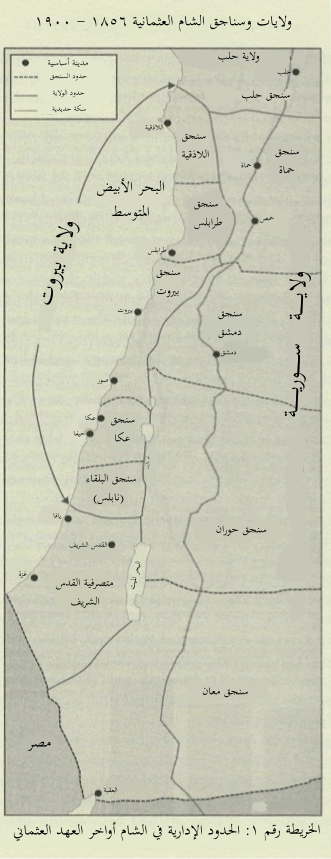
الولايات العثمانية في بلاد الشام نهاية القرن التاسع عشر، كانت بورين واقعة ضمن سنجق البلقاء (نابلس) التابع لولاية شرق بيروت.

تبعت بورين إلى الإمبراطورية العثمانية في عام 1517 مع كل فلسطين، وكانت تتبع ولاية شرق بيروت في الشام. في عام 1596 ظهر لأول مرة اسم بورين في سجلات الضرائب العثمانية، وكانت إدارياً تتبع ناحية جبل عيبال ضمن لواء نابلس، حيث دفعوا معدل ثابت للضريبة بنسبة 33,3٪ على المنتجات الزراعية المختلفة، مثل القمح، والشعير، والمحاصيل الصيفية، والزيتون، والماعز، وخلايا النحل. في عام 1838 زار الباحث الأمريكي إدوارد روبنسون القرية وذكر أنها قرية كبيرة ضمن منطقة جورة عمرة جنوب نابلس. عام 1882، أجرى صندوق استكشاف فلسطين الغربية مسحاً للبلدة ووصفها بأنها «قرية كبيرة في وادٍ، يوجد في منتصفها نبع، وقليل من الزيتون».

### الانتداب البريطاني
في عام 1917، وقعت بورين بيد الجيش البريطاني، ودخلت القرية مع باقي فلسطين مظلة الانتداب البريطاني على فلسطين عام 1920 حتى وقوع النكبة عام 1948.
أجرت سلطات الانتداب البريطاني تعدادا عاما للسكان عام 1922، وقد بلغ عدد السكان حوالي 901 نسمة وجميعهم مسلمون، ثم انخفض عددهم إلى 859 نسمة، يسكنون في 215 منزلًا وجميعهم مسلمين في تعداد عام 1931.
في إحصائيات عام 1945، بلغ عدد سكان بورين مع سكان عراق بورين نحو 1,200نسمة جميعهم من المسلمين، وكانت مساحة القرية حوالي 19,096 دونمًا، وفقًا لمسح رسمي للأراضي والسكان. كان من هذه المساحة، 1,797 دونمًا عبارة عن مزارع وأراضي قابلة للري، و 8,741 دونمًا مخصصة للحبوب، في حين أن 106 دونمًا كانت أرض مبنية.

### الحكم الأردني
في أوائل خمسينيات القرن العشرين أتبعت بورين للحكم الأردني بين حربي 1948 و1967، وكان عدد سكانها آنذاك حوالي 2,068 نسمة عام 1961.

### النكسة
سقطت بورين في يد الاحتلال بعد حرب النكسة عام 1967.

### السلطة الفلسطينية
بعد تأسيس السلطة الفلسطينية، استلمت السلطة الوطنية الفلسطينية قرية بورين، ووضعتها تحت سيطرتها المدنية حسب الاتفاقيات. قسمت أراضي القرية إلى قسمين: الأول شكل حوالي 20% وعرف باسم المنطقة «ب»، بينما القسم الآخر والذي شكل النسبة المتبقية عرف باسم المنطقة «ج». وأتبعت القرية إدارياً لمحافظة نابلس.

## الجغرافيا
تقع قرية بورين في وسط فلسطين، إلى الشمال من الضفة الغربية، جنوب محافظة نابلس على ارتفاع (600) متراً عن سطح البحر. تبعد عن مركز مدينة نابلس حوالي 8 كم. يحدها من الشرق أراضي كفر قليل وعورتا، ومن الشمال فيحدها أراضي مدينة نابلس، ومن الغرب أراضي عراق بورين وتل ومادما، أما من الجنوب فيحدها حوارة وعصيرة القبلية.

## السكان
دخلت فلسطين وفود كبيرة عبر العصور من تجار وغيرهم وذلك؛ لموقعها الهام كنقطة وصل بين القارات، ومركز للحضارات والأديان. يبلغ عدد سكان بورين حاليا حوالي 2,844 نسمة جميعهم من المسلمين وذلك حسب التعداد العام للسكان والمساكن والمنشآت عام 2017 الذي أجراه الجهاز المركزي للإحصاء الفلسطيني.
| السنة           | التعداد البريطاني (1922) | التعداد البريطاني (1931) | التعداد البريطاني لبورين وعراق بورين (1945) | التعداد الأردني (1961) | تعداد (1997) | تعداد (2007) | تقدير (2012) | تعداد (2017) |
| --------------- | ------------------------ | ------------------------ | ------------------------------------------- | ---------------------- | ------------ | ------------ | ------------ | ------------ |
| التعداد السكاني | 901                      | 859                      | 1,200                                       | 2,068                  | 1,915        | 2,284        | 2,563        | 2,844        |

### عائلات بورين
تضم القرية عدة عائلات هي: قادوس، نجار، عمران، عيد، زبن، عسعوس.

### أعلام بارزون
- ناصر البوريني
- مروان البوريني
- عماد عمران
- مو عامر
- محمد خير البوريني
- أحمد عفانة
- إسماعيل خضر
- أحمد عفاني
- الحسن بن محمد البوريني
- قاسم النجار (مغني)

## مؤسسات بورين
يدير شؤون القرية مجلس قروي تأسس عام 1968م، ويوجد فيها نادٍ ثقافي ورياضي تأسس عام 1973م، وفيها جمعية بورين الخيرية التي تأسست عام 1965م، ومسجد بورين قديم، ومسجد سلمان الفارسي، إضافة إلى عيادة صحية حكومية، ومركز دفاع مدني بورين، ومركز العودة الثقافي، ومركز الشهيد بلال النجار التطوعي، وثلاث مدارس حكومية وهي: مدرسة ذكور بورين الثانوية، مدرسة بورين الأساسية المختلطة، مدرسة بنات بورين الثاوية.

## الاستيطان

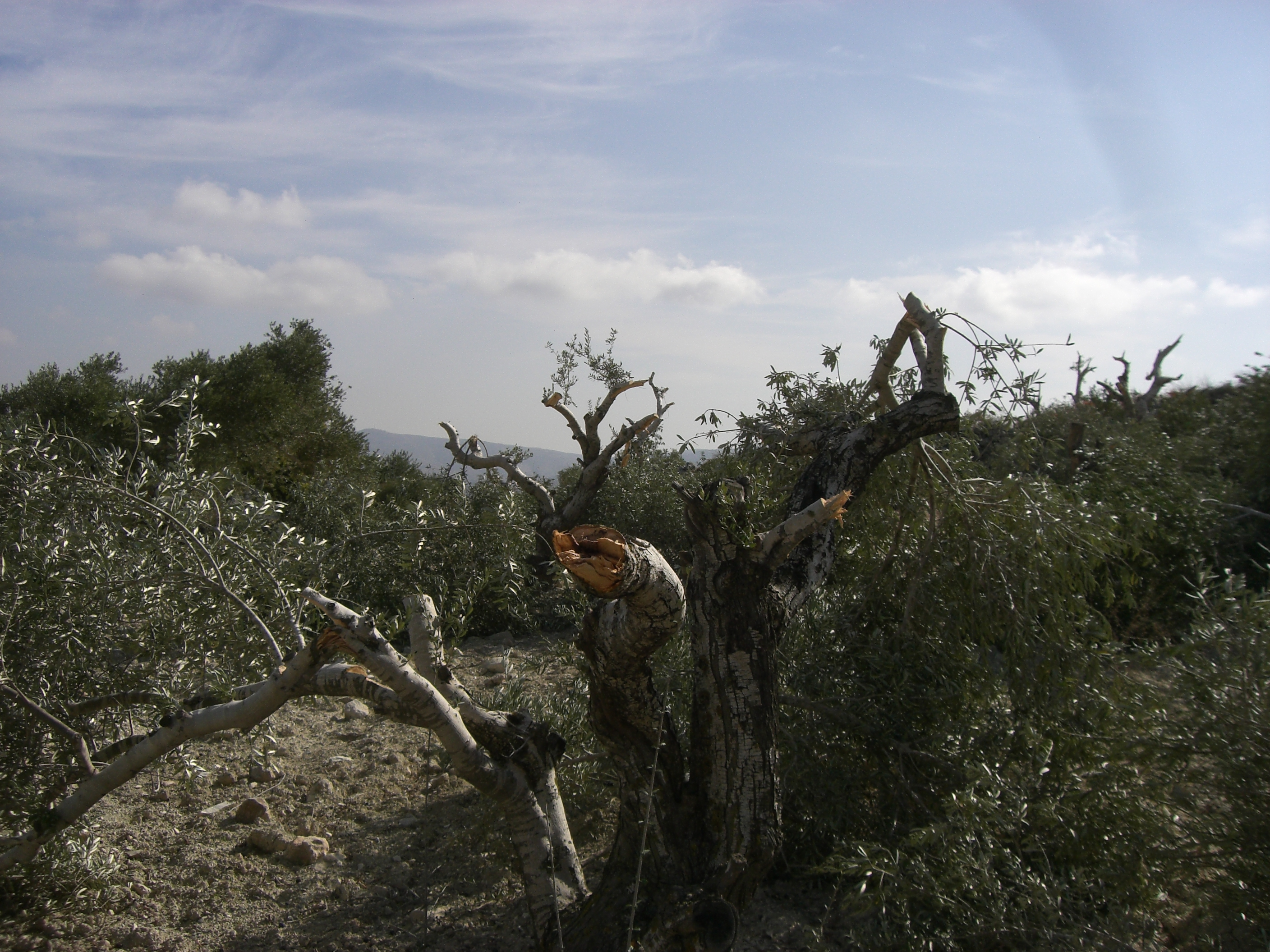
في 12 نوفمبر 2009، قطع 25 مستوطنًا من مستوطنو يتسهار 97 شجرة زيتون في القرية جنوب محافظة نابلس